# الحجر (بني العوام)

تعديل مصدري - تعديل

الحجر هي إحدى قرى عزلة بني العوام بمديرية بني العوام التابعة لمحافظة حجة، بلغ تعداد سكانها 146 نسمة حسب تعداد اليمن لعام 2004.